# Aleuron chloroptera
Aleuron chloroptera, popularmente conhecida como mariposa-esfinge, é uma espécie de artrópode lepidóptero, mais especificamente de mariposa, pertencente à família dos esfingídeos (Sphingidae).

## Taxonomia
Aleuron carinata foi descrita por Maximilian Perty em 1833, sob o nome de Sphinx chloroptera. Foi transferida ao gênero Aleuron por Jean Baptiste Boisduval em 1875.

## Descrição
Aleuron chloroptera se distingue das demais espécies do gênero Aleuron, exceto A. cymographym, pelas pelas faixas pretas dorsais nas margens anteriores dos segmentos abdominais. Essas faixas não são visíveis quando os segmentos são telescópicos um para o outro, exceto pelas duas primeiras faixas, que são mais largas. A. cymographum difere por ter a mancha apical pálida da face superior da asa anterior delimitada basalmente por uma linha branca crenulada entre a costa e M2. Outro elemento distintivo é seu segundo segmento do palpo labial, que é mais angulado do que as demais espécies do gênero.
Os machos têm o primeiro segmento do palpo labial angulado lateralmente no ápice e o lado superior de sua asa anterior possui nove linhas transversais mais ou menos uniformemente dentadas entre a base do CuA2 e a margem externa. Já as fêmeas têm o primeiro segmento do palpo labial convexo e o lado superior da asa anterior apresenta linhas transversais entre a base do CuA2 e a margem externa muito fracas, exceto uma linha mediana e uma linha pós-mediana, que são retas, paralelas e proeminentes.

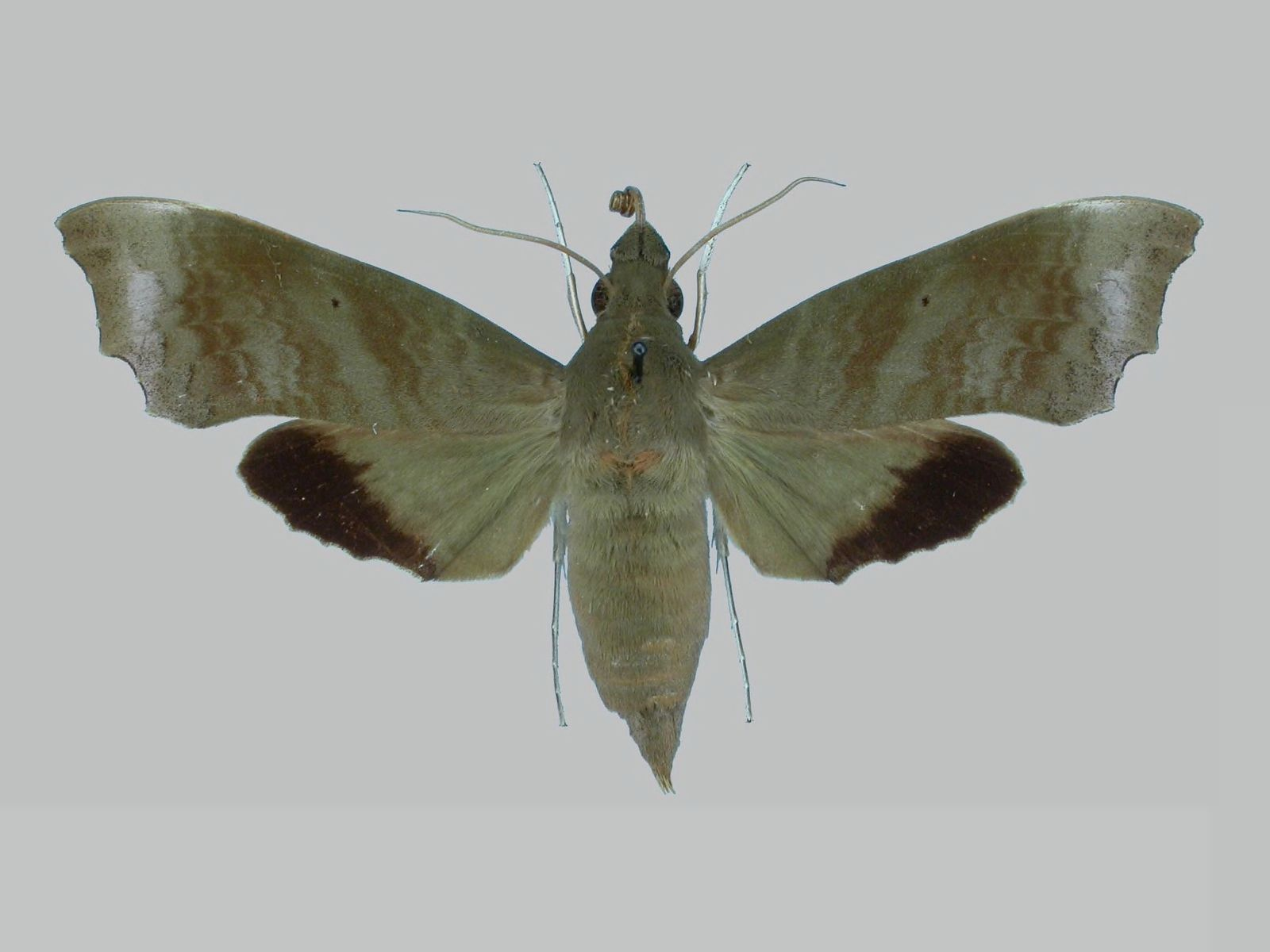
Dorsal da fêmea
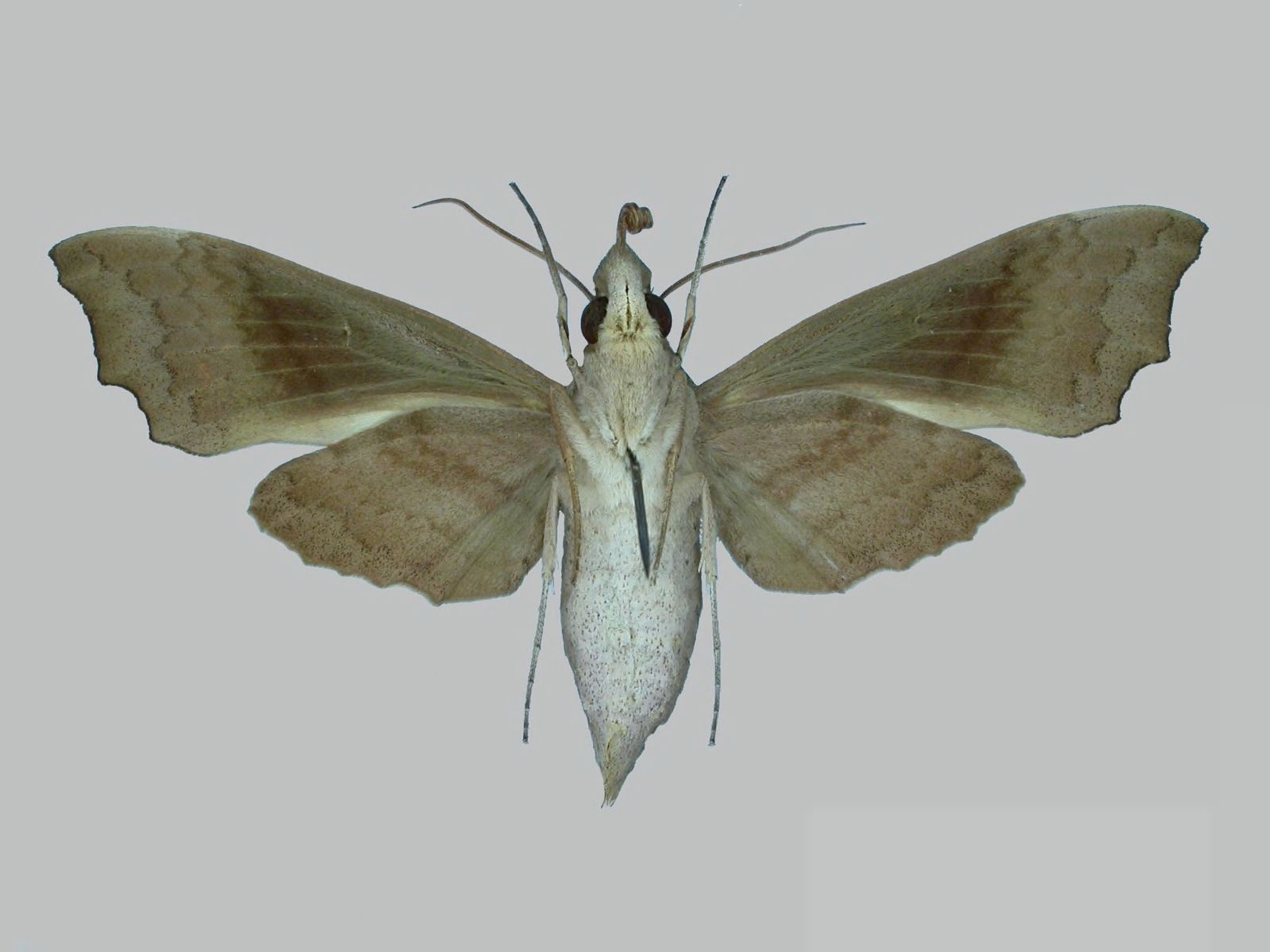
Ventral da fêmea
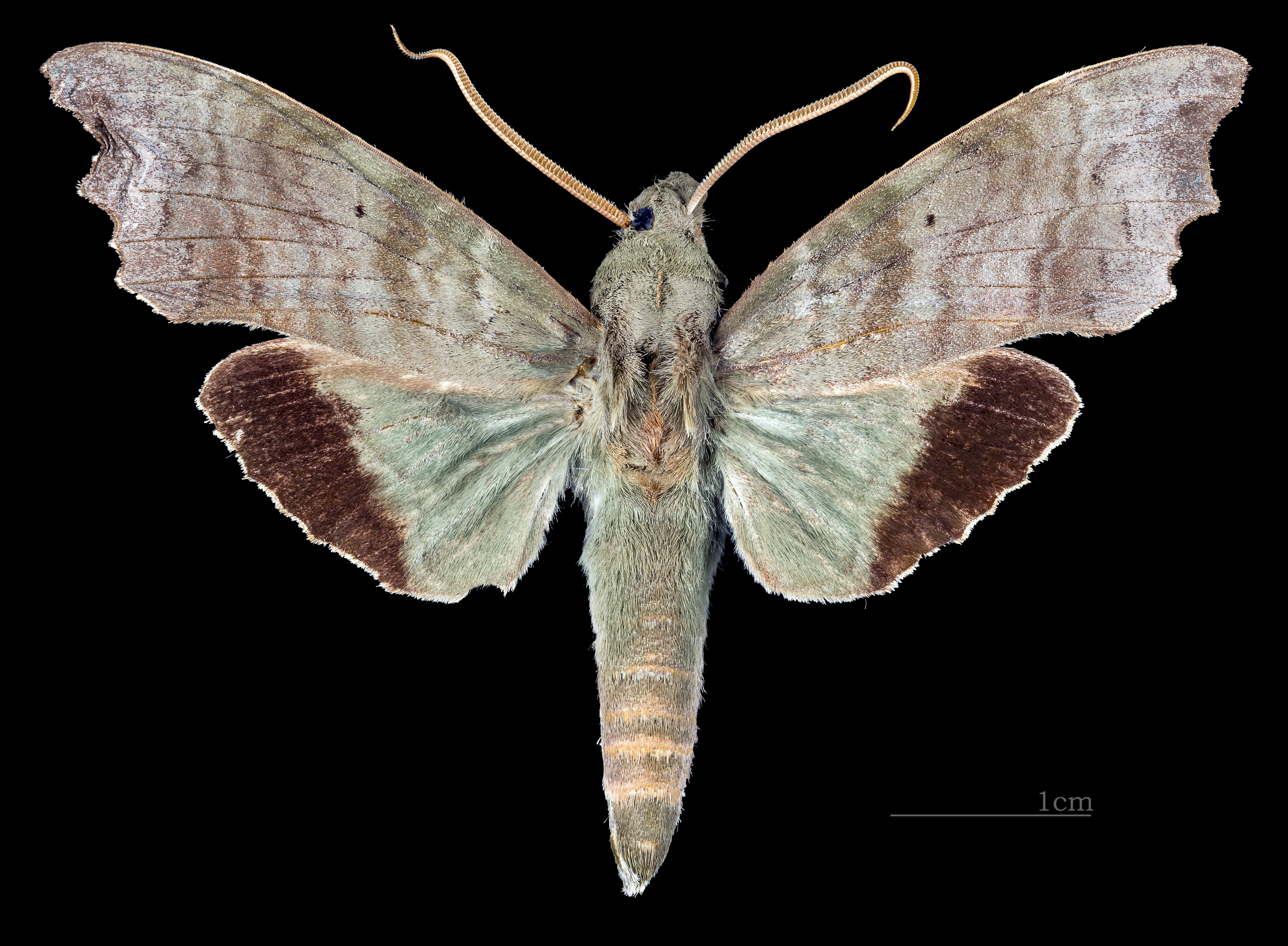
Dorsal do macho
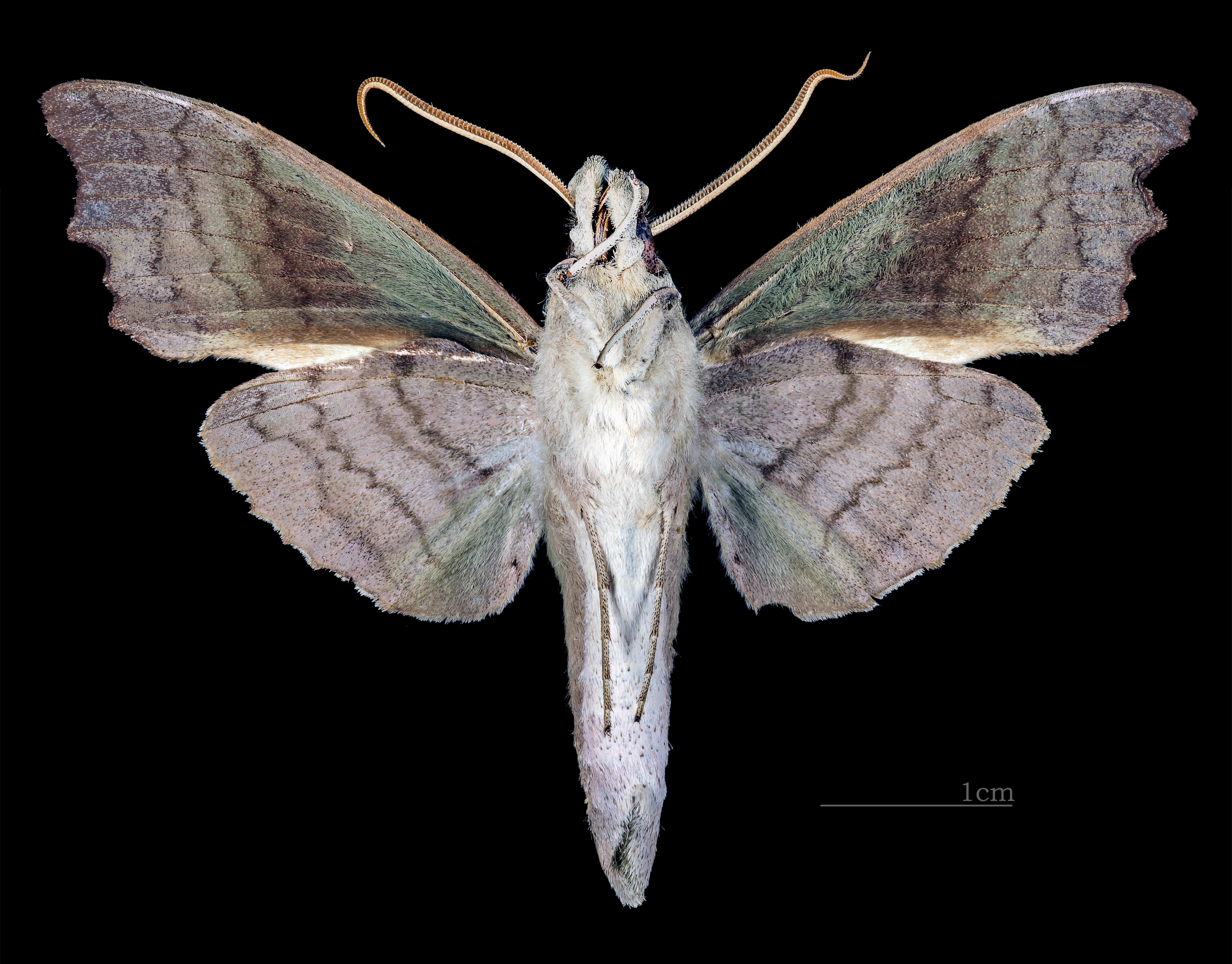
Ventral do macho

## Distribuição e habitat
Aleuron chloroptera se distribui na América do Norte, no México, na América Central, em Belize, Guatemala, Nicarágua, Costa Rica e provavelmente El Salvador, Honduras e Panamá e na América do Sul, no Brasil, Colômbia, Equador, Bolívia, Peru, Venezuela, Guiana, Guiana Francesa, Suriname, Paraguai, Argentina e talvez Uruguai. No Brasil, segundo dados do Sistema de Informação sobre a Biodiversidade Brasileira (SiBBr) e do Instituto Chico Mendes de Conservação da Biodiversidade (ICMBio), ocorre nos estados de Amazonas, Ceará, Maranhão (Balsas), Mato Grosso (Diamantino), Minas Gerais (Uberlândia), Paraná, Pará, Rio Grande do Sul, Rio de Janeiro, Rondônia, Roraima, Santa Catarina, São Paulo, Acre, Paraíba, Rio Grande do Norte, Bahia e Espírito Santo. Em termos hidrológicos, está presente nas sub-bacias dos litoral do Rio de Janeiro, do Madeira, do Negro, do Paraguai 03, do Paranapamena, do Paranaíba, do Paraíba do Sul, do Alto Parnaíba, do Tietê, do Baixo Tocantins, do Trombetas, do Alto e Médio Uruguai e do Xingu. Habita áreas abertas e florestadas nos biomas da Amazônia, Caatinga, Cerrado e Mata Atlântica.

## Ecologia
Aleuron chloroptera tem alimentação herbívora (fase larval) e nectarívora (fase adulta). As fêmeas chamam os machos com um feromônio liberado por uma glândula na ponta do abdome. Essas mariposas são pouco atraídas por luzes, mas visitam poças e flores (Calliandra, Inga, Duranta) ao anoitecer e descansam com as asas posteriores ligeiramente projetadas à frente da costa das asas anteriores. As larvas se alimentam do cajueiro-bravo-do-campo (Curatella americana), Davilla nitida, Doliocarpus sp., Tetracera sp. (Costa Rica) e provavelmente de outros membros da família das dileniáceas. As larvas tornam-se mais escuras, quase marrons, à medida que amadurecem, e o corno anal é bastante reduzido. A eclosão ocorre aproximadamente 18 dias após a pupação. As pupas são lisas e brilhantes, alaranjadas com manchas pretas. Os adultos eclodem de pupas formadas em câmaras subterrâneas rasas. As larvas têm "chifres" muito longos nos primeiros ínstares e são verdes. Adultos provavelmente voam de abril a janeiro, pelo menos. Na Costa Rica, registram-se saídas em janeiro, abril-agosto e novembro-dezembro. Sabe-se que polinizam Vochysia cinnamomea.

## Conservação
Aleuron carinata é ameaçada pelas culturas anuais, silvicultura, pecuária (Caatinga e Cerrado), expansão urbana (Mata Atlântica) e queimadas não planejadas e/ou não autorizadas em todos os biomas onde ocorre. Apesar disso, essas ameaças não representam risco significativo a ponto de colocar em risco a conservação da espécie. Em 2018, foi classificada como pouco preocupante no Livro Vermelho da Fauna Brasileira Ameaçada de Extinção do Instituto Chico Mendes de Conservação da Biodiversidade (ICMBio). Em sua área de distribuição, está presente em algumas áreas de conservação: a Área de Proteção Ambiental de Petrópolis (APA Petrópolis), a Estação Ecológica de Maracá (ESEC de Maracá), o Parque Nacional da Serra dos Órgãos (PARNA da Serra dos Órgãos), o Parque Nacional de Ubajara (PARNA de Ubajara), o Parque Estadual da Serra do Mar (PE da Serra do Mar), o Parque Estadual do Morro do Diabo (PE do Morro do Diabo) e a Terra Indígena Alto Rio Negro.